# 쌍화탕

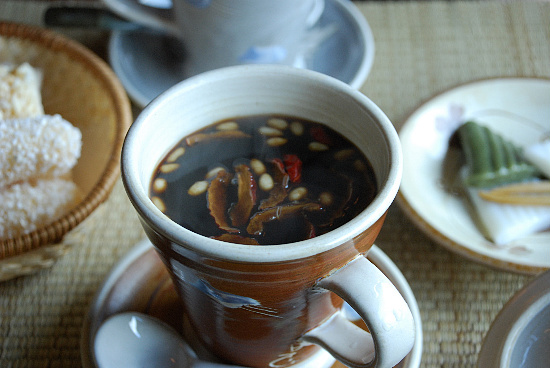
쌍화차

쌍화탕(雙和湯)은 피로회복에 도움을 주는 한의학의 대표적인 처방이다. 쌍화산이라고도 하며, 쌍화탕은 황기건중탕(黃芪建中湯)에서 교이(膠飴)를 뺀 것에 사물탕(四物湯)을 합방한 것이다. 이 처방은 피로하고 기혈이 모두 손상되었으며 성교 후 피로가 겹칠 때, 또는 큰 병을 앓고 난 뒤에 쇠약하고 기가 모자라며 땀이 나는 경우에 효험이 있다. 차로 먹는 경우도 있으며 중국 송대에 진사문 등이 왕명을 받아 편찬한 태평혜민화제국방이란 책에서 기원을 알 수 있고 많이 활용되는 처방이다.

## 구성 성분
쌍화탕은 백작약 8~10g, 숙지황· 천궁 당귀 황기 각 4g, 계피·감초 각 3g, 생강·대추 4g등으로 이루어진다.

## 같이 보기
- 한의학